# دیوید دلا روکو
دیوید دلا روکو (انگلیسی: David Della Rocco؛ زادهٔ ۴ مهٔ ۱۹۵۲) هنرپیشه اهل ایالات متحده آمریکا است.